# Термінал ЗПГ Квінтеро
Термінал ЗПГ Квінтеро — інфраструктурний об'єкт для прийому та регазифікації зрідженого природного газу в Чилі.
В кінці 1990-х на тлі зростання видобутку газу в аргентинській провінції Неукен до сусідньої Чилі почали прокладати експортні газопроводи. З чилійського ж боку відповідно розивалась інфраструктура доставки блакитного палива безпосереднім споживачам. Проте внаслідок газової кризи 2004 року Аргентина практично припинила експорт в інші країни. В цих умовах для забезпечення електроенергетики та інших споживачів газом у Чилі розпочали створення терміналів для прийому ЗПГ. Один із них спорудили в Квінтеро (провінція Вальпараісо в регіоні V, який раніше забезпечувався газогоном GasAndes).
Термінал, завершений спорудженням у січні 2011 року, має здатність по видачі 15 млн.м3 газу на добу. Сховище ЗПГ складається з трьох резервуарів загальним об'ємом 334000 м3: два мають місткість по 160000 м3, тоді як третій всього 14000 м3. Наявність резервуару невеликої місткості пояснюється специфікою запуску терміналу в експлуатацію. Оскільки він створювався в умовах раптового припинення аргентинських поставок, для максимально швидкої подачі палива в мережу регазифікаційні операції розпочали ще до остаточної будівельної готовності об'єкту. Перший газовий танкер прибув сюди у липні 2009 року, і протягом 1,5 року газовози не тільки доставляли сюди ЗПГ, але й тривалий час залишались пришвартованими у причалу, виконуючи роль плавучого сховища. Допомагав же у реалізації такої схеми роботи невеликий наземний буферний резервуар, з якого брали ЗПГ під час заміни танкерів або їх відходу від причалу через погодні умови.
Термінал може приймати газові танкери вантажомісткістю від 120000 до 265000 м3, для чого споруджений причал, винесений на 1,7 км в затоку Квінтеро.
Окрім подачі регазифікованої продукції до газотранспортної системи, в Квінтеро здійснюється відпуск ЗПГ в автоцистернах (до 30 одиниць на добу).
Спорудженням терміналу Квінтеро займався консорціум у складі BG (40 %), Endesa, Metrogas S.A. та ENAP (по 20 %). Вже після введення в експлуатацію BG продала свою частку рівними долями іспанській Enagas та оманській Oman Oil.